# Lalage moesta
Lalage moesta là một loài chim trong họ Campephagidae.